# 牙买加工人党
牙买加工人党（英語：Workers Party of Jamaica，缩写为WPJ）是牙买加的一个已不存在的共产主义政党。该党成立于1978年12月17日，前身是工人解放联盟。该党的总书记是特雷弗·门罗，一名来自牛津大学的罗德奖学金获得者。它的下属青年组织是青年共产主义联盟。1990年，该党宣布放弃马克思列宁主义意识形态。1992年，该党停止活动。